# Atarba (Ischnothrix) eluta
Atarba (Ischnothrix) eluta is een tweevleugelige uit de familie steltmuggen (Limoniidae). De soort komt voor in het Australaziatisch gebied.